# Facteur acentrique
Le facteur acentrique {\displaystyle \omega } est un nombre conceptuel introduit par Kenneth Pitzer en 1955 et couramment utilisé dans la description de la matière en thermodynamique, notamment pour la caractérisation de composés purs (voir par exemple son usage dans les équations d'état cubiques).

## Définition
Le facteur acentrique {\displaystyle \omega } d'un corps pur se calcule selon la formule :
| Facteur acentrique : {\displaystyle \omega =-\log _{10}\left(P_{\mathrm {r} }^{\rm {sat}}\right)-1} à {\displaystyle T_{\mathrm {r} }=0,7} |

avec :
- {\displaystyle T} la température ;
- {\displaystyle T_{\mathrm {c} }} la température critique du corps pur ;
- {\displaystyle T_{\mathrm {r} }={\frac {T}{T_{\mathrm {c} }}}} la température réduite ;
- {\displaystyle P^{\rm {sat}}} la pression de vapeur saturante du corps pur à {\displaystyle T} ;
- {\displaystyle P_{\mathrm {c} }} la pression critique du corps pur ;
- {\displaystyle P_{\mathrm {r} }^{\rm {sat}}={\frac {P^{\rm {sat}}}{P_{\mathrm {c} }}}} la pression de vapeur saturante réduite.

Le facteur acentrique est adimensionnel.
On peut considérer le facteur acentrique comme une mesure de la non-sphéricité (acentricité) des molécules. En effet, pour les gaz monoatomiques, tels l'argon, le krypton, le xénon, ou dont la molécule présente une symétrie sphérique, tel le méthane, on constate expérimentalement que {\displaystyle P_{\mathrm {r} }^{\rm {sat}}\!\left(T_{\mathrm {r} }=0,7\right)\approx 0,1} : ces gaz ont un facteur acentrique nul ou proche de zéro. Plus la structure de la molécule s'éloigne du modèle sphérique, plus le facteur acentrique augmente (par exemple dans la série d'hydrocarbures linéaires méthane, éthane, n-propane, n-butane, n-pentane, etc.). Cette interprétation est toutefois limitée car certains gaz ayant un comportement quantique, tels l'hydrogène, l'hélium et leurs isotopes, ont des facteurs acentriques négatifs.
Une augmentation du facteur acentrique fait descendre la courbe de vapeur saturante réduite ({\displaystyle P_{\mathrm {r} }^{\rm {sat}}} en fonction de {\displaystyle T_{\mathrm {r} }}) :
- à température d'ébullition réduite donnée, la pression de vapeur saturante réduite baisse ;
- à pression de vapeur saturante réduite donnée, la température d'ébullition réduite augmente.

## Valeurs pour quelques gaz communs
Le tableau suivant donne les facteurs acentriques de quelques espèces chimiques courantes,,.
| Molécule             | Facteur acentrique |
| -------------------- | ------------------ |
| Acétone              | 0,307              |
| Acétylène            | 0,187              |
| Ammoniac             | 0,253              |
| Argon                | 0,000              |
| Azote                | 0,040              |
| Butane               | 0,200              |
| Chlorométhane        | 0,156              |
| Chlorure d'hydrogène | 0,125              |
| Difluorométhane      | 0,278              |
| Dioxyde de carbone   | 0,228              |
| Décane               | 0,484              |
| Eau                  | 0,344              |
| Éthane               | 0,099              |
| Éthanol              | 0,645              |
| Fluorométhane        | 0,190              |
| Hélium               | -0,390             |
| Hydrogène            | -0,220             |
| Isobutane            | 0,181              |
| Isopropanol          | 0,663              |
| Krypton              | 0,000              |
| Méthane              | 0,012              |
| Méthanol             | 0,565              |
| Néon                 | 0,000              |
| Oxyde d'éthylène     | 0,202              |
| Oxygène              | 0,022              |
| Propane              | 0,152              |
| Propanol             | 0,631              |
| Protoxyde d'azote    | 0,142              |
| Xénon                | 0,000              |